# Martha (film, 1971)
Pour les articles homonymes, voir Martha.
Pour plus de détails, voir Fiche technique et Distribution.
Martha (...dopo di che, uccide il maschio e lo divora) est un giallo hispano-italien réalisé par José Antonio Nieves Conde et sorti en 1971.

## Synopsis
Miguel (Stephen Boyd), un homme fortuné, a de sérieux problèmes avec la gent féminine à commencer par sa mère. Il sombre progressivement dans la démence en commençant par enlever des femmes puis en les suppliciant dans sa (secrète) chambre des tortures.

## Fiche technique
- Titre : Martha
- Titre original : ...dopo di che, uccide il maschio e lo divora
- Réalisation : José Antonio Nieves Conde
- Scénario : Tito Carpi, Ricardo López Aranda, José Antonio Nieves Conde et Juan José Alonso Millán d’après sa pièce de théâtre, Estado civil: Marta
- Musique : Piero Piccioni
- Direction de la photographie : Ennio Guarnieri
- Décors : Román Calatayud
- Montage : María Luisa Soriano
- Pays d'origine :  Espagne,  Italie
- Langue de tournage : espagnol
- Tournage extérieur : El Paular, Torrelodones et Viñuelas, à Madrid  Espagne
- Producteur : José Frade
- Sociétés de production : Atlántida Films (Espagne), Cinemar (Italie)
- Société de distribution : Mercurio Films SA
- Format : couleur — 2.35:1 TechniScope — son monophonique — 35 mm
- Genre : thriller
- Durée : 96 minutes
- Date de sortie : 11 avril 1971 en  Espagne

## Distribution
- Stephen Boyd : Miguel
- Marisa Mell : Martha / Pilar
- George Rigaud : Arturo
- Isa Miranda : Elena
- Jesús Puente : Don Carlos
- Howard Ross : Luis